# Bengta Gunnarsdotter
Bengta Gunnarsdotter, latinskt namn Benedicta, död 7 januari 1451, var en svensk nunna. Hon var priorinna i Vadstena kloster från 1403 till 1422, och därefter abbedissa från 1422 till 1447.

## Biografi
Bengta Gunnarsdotter ska ha inträtt i klostret år 1385. Hon var priorissa, det vill säga nunnornas representant, långt innan hon valdes till abbedissa, då hon tillsattes av både munkar och nunnor och förestod båda avdelningarna. Klostrets manlige föreståndare Ulf Birgersson tillägnade henne sin biografi över Katarina av Vadstena, i förhoppningen att det skulle bota hennes sjukdom.     